# Espiral Endar
La Espiral Endar es una nave insignia de la Antigua República del universo ficticio Star Wars. Aparece en el juego Star Wars: Caballeros de la Antigua República.
A bordo de ella viajaban un Revan sin memoria, un soldado de élite llamado Carth Onasi y Bastila Shan, una Jedi con la habilidad Meditación de Combate, además de los Soldados de la Antigua República.
La nave fue invadida y atacada por el Imperio Sith de Malak.
Revan y un soldado de la República llamado Trask lograron salir del módulo de mando de la nave, llegando tras luchar con los soldados Sith al puente, donde Trask se queda entreteniendo a un Jedi Oscuro, muriendo, posiblemente en el enfrentamiento. Descubrimos que Bastila Shan ha escapado en una cápsula de salvamento.
En el estribor de la nave, tras una lucha con unos soldados Sith, Revan encuentra a Carth Onasi, que dice a Revan que entre en una cápsula de salvamento. Él y Carth escapan. La Espiral Endar cae bajo el asalto Sith, mientras las cápsulas aterrizan en el planeta Taris.
- Datos: Q5840351